# Hans Heller
Hans Heller, właściwie Hans Jürgen Heller (ur. 14 września 1957 roku w Soest w Niemczech) – niemiecki aktor, najbardziej znany w Polsce z roli pilota Jensa Köstera w serialu Medicopter 117.

## Filmografia
- 1993: Doktor Kraj (Der Landarzt) jako Monikas Freund
- 1994–98: Strażnik (Die Wache) jako PHM Dieter 'Didi' Ehrhardt
- 1995: Komisarz Klefisch (Kommissar Klefisch)
- 1998: W całej przyjaźni (In aller Freundschaft) jako Holger Mühe
- 1998: Lisa Falk - Kobieta dla wszystkich przypadków (Lisa Falk - Eine Frau für alle Fälle)
- 1999: W dwóch przypadkach (Ein Fall für zwei)
- 2000: Forsthaus Falkenau jako dr Meier
- 2000: St. Angela jako Herr Bruck
- 2002–2006: Medicopter 117 jako pilot Jens Köster
- 2003: Hallo Robbie! jako Freddy Danzer
- 2004: Untreu jako Thomas Belolavek
- 2004: Bezgłośnie (Lautlos) jako Opfer
- 2004: Kobra – oddział specjalny (Alarm für Cobra 11 - Die Autobahnpolizei) jako Georg Sander
- 2008: Telefon 110 (Polizeiruf 110) jako Stefan Bachmeier
- 2009-: Burza uczuć (Sturm der Liebe) jako Herbert Sponheim